# Black Sheep (gruppo musicale)
I Black Sheep sono un gruppo musicale alternative hip hop proveniente dal Queens (New York), composto originariamente da Andres "Dres" Titus e William "Mista Lawnge" McLean. Il duo, nativo di New York, si incontrò nella Carolina del Nord, dove entrambe le famiglie si erano trasferite. Il gruppo fa parte della Native Tongues Posse, insieme ai Jungle Brothers, A Tribe Called Quest e De La Soul. Il debutto dei Black Sheep è avvenuto nel 1991 con la hit Flavor of the Month e l'album A Wolf in Sheep's Clothing, che gli valse il rispetto della comunità hip hop per le ritmiche originali e i testi intelligenti.

## Storia del gruppo
I Black Sheep furono il primo gruppo hip hop a comparire durante il The Tonight Show with Jay Leno dopo la morte di Johnny Carson. Furono anche tra i primi a parodiare il gangsta rap, con il pezzo "U Mean I'm Not." Nella canzone. Dres descrive nei dettagli l'assassinio della sorella, dei genitori e del postino. Alla fine della canzone si sveglia dal sonno esclamando: "I dreamed that I was...hard."
Tre singoli di A Wolf in Sheep's Clothing entrarono in classifica nella Billboard Hot Dance Music/Club Play: "The Choice Is Yours" (numero 9) e "Strobelite Honey" (numero 1) e il remix di Work To Do, di Vanessa Williams'(numero 8). Le relazioni del gruppo con la Mercury/PolyGram erano tanto buone che l'etichetta permise al duo di creare un'etichetta sorella per mettere sotto contratto artisti di loro gradimento, che prese il nome di One Love. Comunque l'etichetta pubblicò solo un disco, dei The Legion, dal titolo Theme + Echo = Krill, uscito nel 1994.
Il secondo album del gruppo,  Non-Fiction, uscì anch'esso nel 1994. A causa della mancanza di promozione e delle critiche non vendette però molte copie. Titus e McLean si separarono per lavorare a vari progetti indipendenti. Il risultato fu Sure Shot Redemption, album solista di Dres. Nel 2000 il duo si riunì per registrare la title track del film Once in the Life, in cui recitava Dres. Lo stesso anno il duo realizzò un EP in 12 pollici intitolato Redlight, Greenlight. Fu pubblicato solo due anni più tardi, senza che i media se ne accorgessero minimamente.
Dres compare nel secondo album degli Handsome Boy Modeling School, White People, sulla traccia "First...and Then." Nel 2006, il gruppo pubblicò un album online, 8WM/Novakane. 8WM è un acronimo che sta per Women with Women with Weed with Wine with Me. Poco dopo l'uscita dell'album, Mista Lawnge lasciò il gruppo una seconda volta. Secondo AllHipHop.com, ha cambiato la pronuncia del suo nome in Mr. Long e sta lavorando ad un progetto solista. Dres ha partecipato al '90s remix della canzone "Where Are They Now?", di Nas, pubblicato a febbraio 2007.
Nel 2008, il loro singolo "The Choice is Yours" fu classificato al numero 73 della VH1's 100 Greatest Songs of Hip Hop.

## Discografia

### Album
- 1991 - A Wolf in Sheep's Clothing
- 1994 - Non-Fiction
- 2006 - 8WM/Novakane (pubblicato online)

### Singoli ed ep
- "Flavor of the Month" (1991)
- "The Choice is Yours" (1991)
- "Strobelite Honey" (1992)
- "Similak Child" (1992)
- "Without A Doubt" (1994)
- "North South East West" (1995)
- Redlight, Greenlight (EP) (recorded 2000, released 2002)
- "Whodat?" (2006)

### Video musicali
- Black Sheep - Flavor of the Month (1991)
- Black Sheep - The Choice Is Yours (1991)
- Black Sheep - Strobelite Honey (1992)
- Vanessa Williams ft. Black Sheep - Work to Do (Remix) (1992)
- Showbiz & A.G ft. Black Sheep - Bounce Ta This (1992)
- Black Sheep - Similak Child (1992)
- The Legion ft. Black Sheep - Jingle Jangle (1993)
- Black Sheep - Without a Doubt (1994)
- Black Sheep - Whodat? (2006)
- Black Sheep - Novakane Groove (2007)